# TOFI

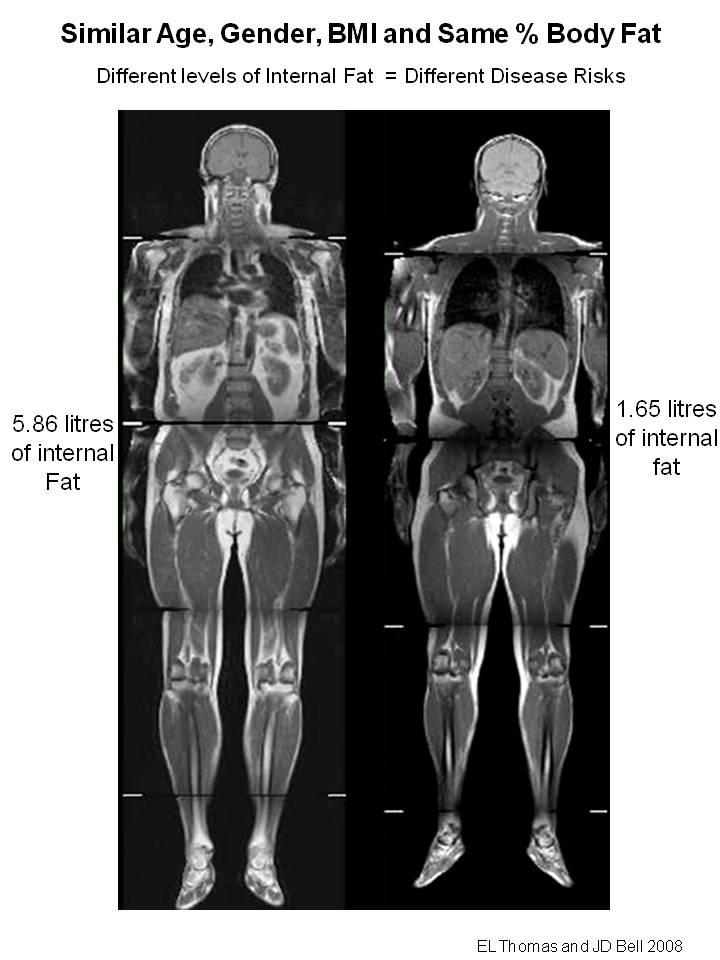
Imagine coronală a unui TOFI și a unui control normal

TOFI ( thin-outside-fat-inside, tradus slab la exterior gras pe interior) este folosit pentru a descrie persoanele slabe cu o cantitate disproporționată de grăsime ( țesut adipos ) stocată în abdomen. Figura alăturată ilustrează acest lucru arătând doi bărbați, ambii de 35 de ani, cu un IMC de 25 kg/ m2. În ciuda dimensiunilor similare ale acestora, bărbatul caracterizat ca fiind TOFI are 5,86 litri de grăsime internă, în timp ce bărbatul sănătos care acționează ca și control are doar 1,65 litri.
Subiecți definiți ca TOFI cu indice de masă corporală (IMC) <25 kg/ m2 (neîncadrându-se astfel ca supraponderali) au niveluri crescute ale multor factori de risc asociati cu sindromul metabolic.
Subiecții definiți ca fiind TOFI au fost descriși ca persoane cu risc mai mare de a dezvolta rezistență la insulină și diabet de tip II. Aceștia au de regulă o activitate fizică mai redusă, sensibilitate redusă la insulină, adipozitate crescută în zona abdomenului și un profil lipidic mai aterogen. A fost de asemenea observat un nivel crescut de grăsime hepatică.
Supraconsumul de fructoză poate duce la TOFI prin inducerea eliberării de cortizol asociată cu această inflamației.

## Măsurare
Pentru a clasifica o persoană drept TOFI, este esențial să se măsoare conținutul intern de grăsime. Acest lucru se realizează prin utilizarea unui aparat cu imagistică prin rezonanță magnetică (RMN) sau scanare CT. Parametrii scanerului RMN sunt modificați pentru a evidenția grăsimea ca luminoasă și țesutul slab ca întunecat.
Metodele indirecte precum măsurarea circumferinței taliei nu sunt suficiente, datorită fapului că persoane cu o circumferință identică a taliei pot avea niveluri foarte diferite de grăsime internă.

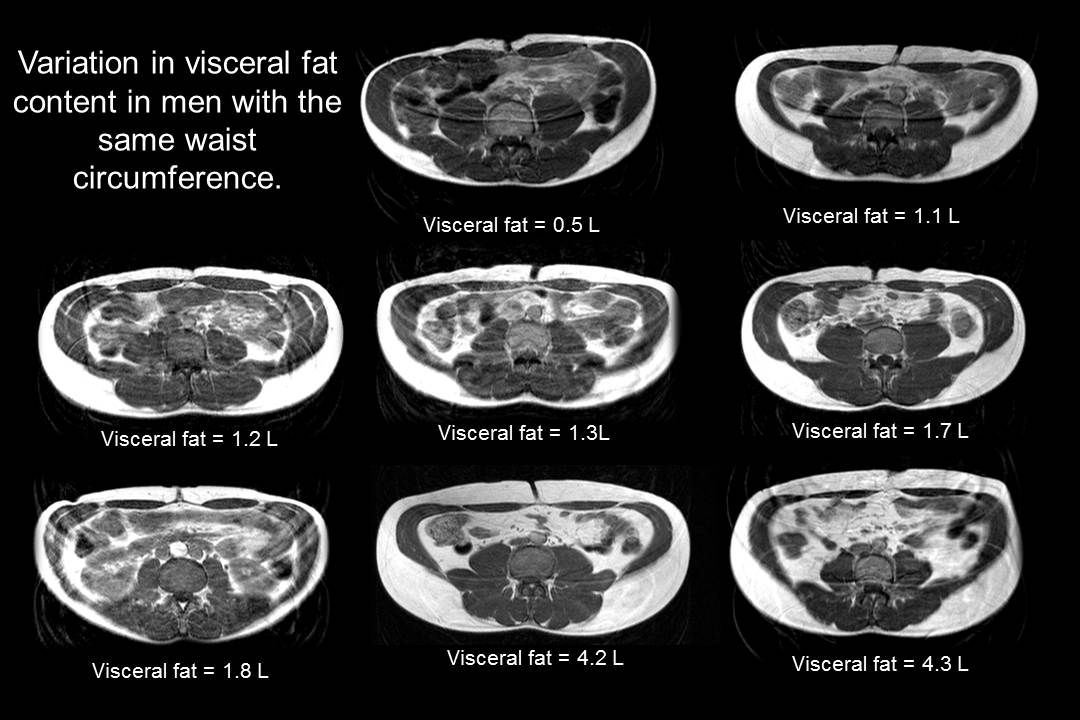
Variația grăsimii viscerale la bărbații cu aceeași circumferință a taliei

Figura alăturată exemplifică bărbați cu o circumferință de 84 de cm în talie, la care există o variație considerabilă a cantității de grăsime viscerală prezentă (volumele afișate în imagine sunt în litri).

## Epidemiologie
Este dificil de stabilit dacă o persoana se încadrează ca fiind TOFI, deoarece examinările imagistice necesare sunt consumatoare de timp și costisitoare; cu toate acestea, într-un studiu de cercetare din 2012 s-a estimat că 14% dintre bărbații și 12% dintre femeile care au fost scanați cu un IMC 20-25. kg/m 2 au fost clasificați ca fiind TOFI [1].

## Societate și cultură
De la primele observații științifice conform cărora unii subiecți slabi ar putea avea la fel de mult ori chiar mai multă grăsime corporală la interior decât persoanele supraponderale sau cele obeze, a apărut un interes considerabil din partea mass-mediei și a presei în acest domeniu de cercetare.

## Vezi si
- Obezitate cu greutate normală
- Obezitate sănătoasă din punct de vedere metabolic